# Буснанг
Буснанг (нем. Bussnang) — коммуна в Швейцарии, в кантоне Тургау. 
Входит в состав округа Вайнфельден. Население составляет 2034 человека (на 31 декабря 2007 года). Официальный код  —  4921.

## Состав коммуны
- Метлен